# USS Antietam (CV-36)
USS Antietam (CV / CVA / CVS-36) è stata una delle 24 portaerei della classe Essex costruite durante e poco dopo la seconda guerra mondiale per la Marina degli Stati Uniti. La nave fu la seconda della Marina degli Stati Uniti a portare questo nome, e fu chiamata in questo modo in onore della battaglia di Antietam. Antietam fu commissionato nel gennaio 1945, troppo tardi per servire attivamente nella seconda guerra mondiale. Dopo aver scontato un breve periodo in Estremo Oriente, fu dismessa nel 1949. Fu presto rimessa in servizio per servizio durante la guerra di Corea, e in quel conflitto guadagnò due battle star. All'inizio degli anni '50, fu ridisegnata come portaerei (CVA) e poi come nave da guerra antisommergibile (CVS). Dopo la guerra di Corea ha trascorso il resto della sua carriera operando nell'Atlantico, nei Caraibi e nel Mediterraneo. Dal 1957 fino alla sua disattivazione, fu la nave di addestramento della Marina, operando fuori dalla Florida.
Antietam fu dotata di uno sponsorn portuale nel 1952 per renderla la prima vera portaerei al mondo con ponte di volo ad angolo. Tuttavia, non ricevette grandi modernizzazioni oltre a questo, e quindi per tutta la sua carriera mantenne in gran parte l'aspetto classico di una nave di classe Essex della Seconda guerra mondiale. Fu dismessa nel 1963 e venduta per la rottamazione nel 1974.

## Costruzione e messa in servizio
Antietam era una delle navi di classe a "scafo lungo" della Essex. La chiglia è stata posata il 15 marzo 1943 al Philadelphia Navy Yard. La nave fu varata il 20 agosto 1944 sponsorizzata dalla signora Millard E. Tydings, la moglie del senatore Tydings del Maryland. Antietam fu commissionato il 28 gennaio 1945, con il comandante James R. Tague al comando.

## Cronologia dei servizi

### Seconda guerra mondiale e occupazione del Giappone
La portaerei completò l'allestimento a Filadelfia fino al 2 marzo 1945, quando iniziò la sua prima crociera. La nave arrivò a Hampton Roads il 5 marzo e condusse operazioni da Norfolk fino al 22 marzo, quando rimase fuori dalla baia di Chesapeake diretta a Trinidad, nelle Indie occidentali britanniche. Al termine della sua crociera, Antietam è tornata a Filadelfia il 28 aprile per iniziare la disponibilità post-shakedown. Completò le riparazioni il 19 maggio e lasciò Filadelfia lo stesso giorno. Dopo una sosta di tre giorni a Norfolk, la nave da guerra riprese il suo viaggio sul Canale di Panama. Arrivò a Cristóbal il 31 maggio, il giorno successivo transitò sul Canale di Panama e proseguì il suo viaggio lungo la costa fino a San Diego. Si fermò a San Diego dal 10 al 13 giugno prima di iniziare la prima tappa del suo viaggio transpacifico. Antietam arrivò a Pearl Harbor il 19 giugno e rimase nelle Isole Hawaii per eseguire missioni di addestramento fino al 12 agosto. Quel giorno, tracciò una nuova rotta per il Pacifico occidentale.
A tre giorni da Oahu, ricevette notizie della capitolazione giapponese e della conseguente cessazione delle ostilità. Pertanto, al momento del suo arrivo nell'atollo di Eniwetok il 19 agosto, la sua missione passò dal combattimento ai compiti di sostegno all'occupazione. Il 21 agosto, è uscita dalla laguna in compagnia della USS Cabot e uno schermo di cacciatorpediniere diretti in Giappone. Lungo il percorso, subì alcuni danni interni che la costrinsero a entrare nel porto di Apra Harbour, a Guam, per ispezioni. La parte ispettiva ritenne il danno minimo; e la compagnia aerea rimase operativa, riprendendo il suo corso il 27 agosto. A quel punto, tuttavia, la sua destinazione era stata cambiata sulla costa della terraferma asiatica. Si fermò ad Okinawa tra il 30 agosto e il 1º settembre, e arrivò nelle acque cinesi vicino a Shanghai il giorno seguente.
La portaerei rimase in Estremo Oriente per poco più di tre anni. Il Mar Giallo costituiva il suo teatro principale delle operazioni, mentre il suo gruppo aereo forniva supporto all'occupazione alleata della Cina settentrionale, della Manciuria e della Corea. Durante le ultime fasi di tale incarico, i suoi avieri condussero missioni di sorveglianza in quella zona a seguito della guerra civile in Cina tra fazioni comuniste e nazionaliste che in seguito provocò l'espulsione delle forze di Chiang Kai-shek dalla Cina continentale e lo stabilimento della Repubblica popolare cinese comunista di Mao Zedong. Durante tutto il periodo, tuttavia, lasciò il Mar Giallo in occasione di visite in Giappone, Filippine, Okinawa e alle Isole Marianne. All'inizio del 1949, concluse la sua missione in Oriente e tornò negli Stati Uniti per la disattivazione. Fu dismessa il 21 giugno 1949.

### Guerra di Corea

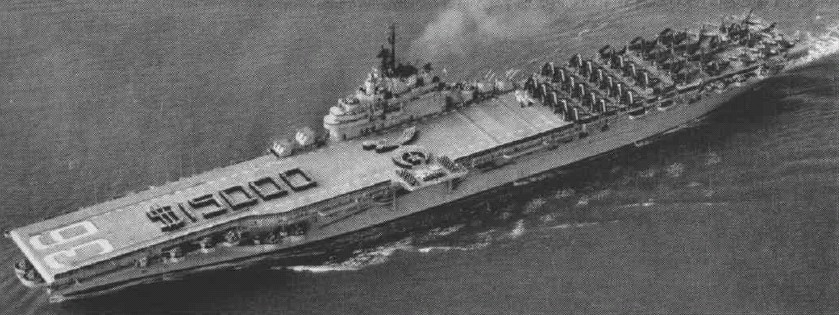
Antietam di ritorno dalla Corea nel marzo 1952

Antietam rimase in riserva ad Alameda, ma dopo che le forze comuniste della Corea del Nord invasero la Corea del Sud il 25 giugno 1950, iniziò i preparativi di riattivazione il 6 dicembre e tornò in commissione il 17 gennaio 1951, con il comandante George J. Dufek al comando. Inizialmente, la compagnia aerea ha condotto l'addestramento shakedown e le qualifiche della compagnia aerea lungo la costa della California, prima fuori da Alameda e - dopo il 14 maggio - fuori da San Diego. Ha fatto un viaggio a Pearl Harbor e di nuovo a San Diego in luglio e agosto prima di lasciare l'ultimo porto l'8 settembre e dirigersi verso l'Estremo Oriente. Antietam arrivò in Estremo Oriente più tardi quell'autunno e, alla fine di novembre, iniziò il solo combattimento della sua carriera di servizio. Durante quel tour, fece quattro crociere con la Task Force 77 (TF 77), nella zona di combattimento al largo della costa della penisola coreana. Tra un incarico e l'altro, tornò a Yokosuka, in Giappone. Durante ciascuno di questi periodi, il suo gruppo aereo ha svolto una serie di missioni a sostegno delle forze delle Nazioni Unite nella lotta contro l'aggressione nordcoreana. Tali missioni includevano il pattugliamento aereo da combattimento, l'interdizione logistica, in particolare contro il traffico ferroviario e autostradale, la ricognizione, le pattuglie antisommergibili e le missioni notturne. Da fine novembre 1951 a metà marzo 1952, il gruppo aereo della Antietam fece quasi 6.000 sortite di tutti i tipi. Ritornò a Yokosuka il 21 marzo 1952 al termine della sua quarta crociera con la TF 77 per iniziare i preparativi per il suo viaggio di ritorno negli Stati Uniti.

### Anni successivi

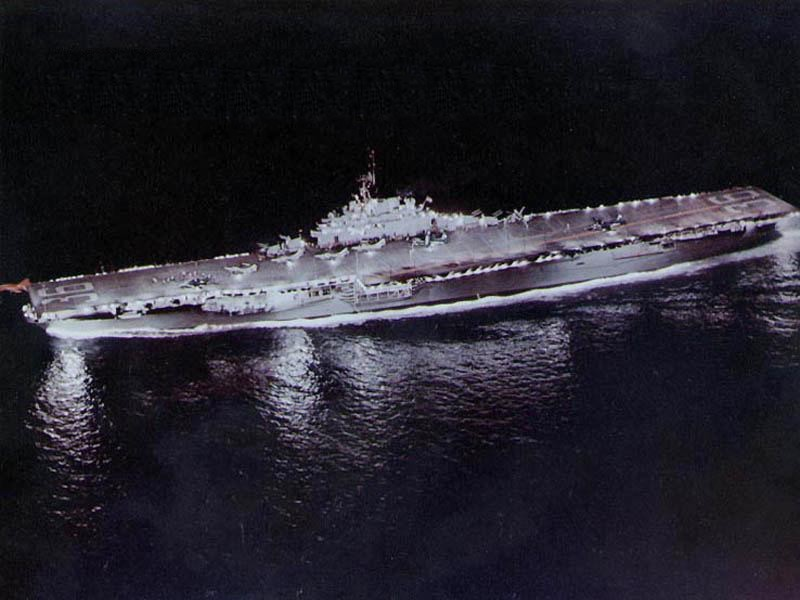
Operazione notturna dell' Antietam

La portaerei tornò a casa in aprile e raggiunse brevemente la flotta della Pacific Reserve. Fu riattivata più tardi quell'estate e, ad agosto, transitò sul Canale di Panama per unirsi alla flotta atlantica. A settembre, la nave da guerra entrò nel cantiere navale di New York per importanti modifiche. In ottobre, è stata ridisegnata come una portaerei d'attacco, CVA-36. Nel dicembre del 1952 Antietam emerse dal cantiere come prima nave al mondo con un vero ponte di volo ad angolo. Il principio era stato provato su altre portaerei con linee dipinte su un ponte di assi. L'installazione ha consentito di effettuare prove sul ponte ad angolo reale, compresi gli atterraggi arrestati. Le prove con unità britanniche e statunitensi hanno dimostrato che il nuovo ponte aveva benefici superiori al solito ponte di prua. Operò da Quonset Point, nel Rhode Island, fino all'inizio del 1955. Durante gli anni successivi, partecipò a numerose esercitazioni di flotta e di navi indipendenti. Lo scopo dichiarato era quello di mostrare le capacità del ponte inclinato alla Royal Navy.

### Prove post-servizio e ultimi servizi

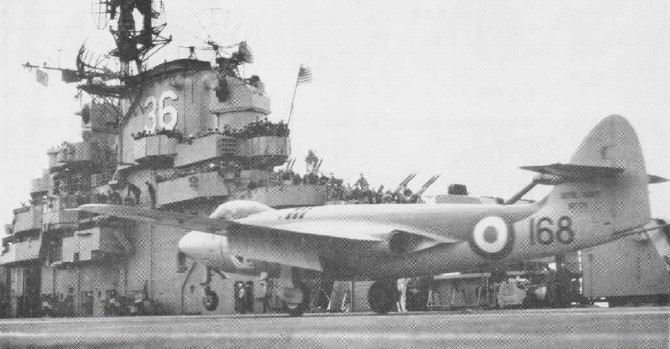
Sea Hawk della Royal Navy sull’Antietam nel 1953

In seguito ai test con la Royal Navy, la nave venne reindirizzata verso l'Atlantico centrale per eseguire test con nuovi aerei e per formare nuovi marinai. Eseguì questi compiti per più di dieci anni fino a quando, nel 1963, a causa dell'imminente costruzione di nuove portaerei più moderne, venne prima sostituita nel compito della formazione dei marinai dalla nave gemella USS Lexington, e successivamente dismessa e venduta per la demolizione nel 1974.

## Nella cultura di massa
Nel 1949, Antietam è stato utilizzato nelle riprese del film Aquile dal mare, con Gary Cooper.